# Polysporangiophyta
Polysporangiophyta — гіпотетична клада вищих рослин. Включає рослин, у яких спорофіт має розгалужені стебла, що несуть спорангії. До складу клади входять усі наземні рослини (ембріофіти), за винятком мохоподібних, спорофіти яких зазвичай нерозгалужені, навіть якщо трапляється кілька винятків. Усі сучасні Polysporangiophyta належать до судинних рослин, хоча у викопному стані відомі несудинні Polysporangiophyta.[відсутнє в джерелі]

## Класифікація
- incertae sedis
  - †Horneophytopsida
  - †Aglaophyton
  - †Salopella
  - †Tarrantia
- Судинні рослини (tracheophytes)
  - †Cooksonia
  - †Uskiella
  - †Риніофіти (Rhyniophyta)
  - Плауноподібні (Lycopodiophyta)
    - Плауновидні (Lycopodiopsida)
    - †Zosterophyllopsida

  - Euphyllophyta
    - †Eophyllophyton
    - †Psilophyton
    - Moniliformopses
      - †Кладоксилопсиди (Cladoxylopsida)
      - Папоротеподібні (Filicophyta)
      - Хвощеподібні (Equisetopsida)

    - Radiatopses
      - †Pertica
      - Lignophyta
        - Насінні (Spermatophyta) 
          - Саговникоподібні (Cycadales)
          - Хвойні (Pinopsida)
          - Гінкгоподібні (Ginkgophyta)
          - Anthophyta
            - †Pentoxylales
            - †Бенетити (Bennettitales)
            - Гнетоподібні (Gnetophyta)
            - Квіткові рослини (Angiospermae)